# Lazenby
Lazenby var en civil parish från 1858 till 2003 då den blev en del av Danby Wiske with Lazenby, i grevskapet North Yorkshire, i England. Civil parish var belägen 6 km från Northallerton och hade 42 invånare år 1971. Byn nämndes i Domedagsboken (Domesday Book) år 1086, och kallades då Leisenchi/Leisinghi.